# Oberea taihokuensis
Oberea taihokuensis är en skalbaggsart som beskrevs av Stefan von Breuning 1962. Oberea taihokuensis ingår i släktet Oberea och familjen långhorningar.
Artens utbredningsområde är Taiwan. Inga underarter finns listade i Catalogue of Life.